# 3168 Lomnický Štít
3168 Lomnický Štít este un asteroid din centura principală de asteroizi, descoperit pe 1 decembrie 1980, de Antonín Mrkos.